# Antonio Veracini
Antonio Veracini (* 17. Januar 1659 in Florenz; † 26. Oktober 1733 ebenda) war ein italienischer Violinist und Komponist des Barock.

## Leben
Antonio Veracini war Schüler seines Vaters Francesco di Nicolo Veracini (1638–1720), der ihn am toskanischen Hofe einführte. Im Jahre 1682 trat er in den Dienst der Großherzogin der Toscana Vittoria della Rovere und behielt diese Position bis zu deren Tod im Jahre 1694. Er verbrachte fast sein gesamtes Leben in seiner Vaterstadt und musizierte gelegentlich am Hofe des Großherzogs, vor allem aber leitete er eine familieneigene Violinschule, die er 1708 nach dem Tode des Vaters übernahm. Als 1699 sein bester Schüler, sein Neffe Francesco Maria Veracini, mit dem Großvater nach Rom reiste, führte er die Geschicke der Veracini-Schule alleine weiter. Die Schule befand sich in einem Haus in der Via di Pallazuolo, einem Gebäude, welches der Vater geerbt hatte. Antonio Veracini war einer der geachtetsten Geiger seiner Zeit.
Drei Reisen sind bekannt, er besuchte zweimal Rom, hier begegnete er Arcangelo Corelli, dessen Porträt in Veracinis Besitz war. 1720 weilte er für einen kürzeren Zeitraum in Wien, war jedoch, wie aus Dokumenten hervorgeht, jedes Jahr zu Ostern in Florenz, wo eine Zählung der Pfarrangehörigen stattfand.
Außer der veröffentlichten Kammermusik gelten all seine Werke als verschollen, einschließlich der Musik für die vier bekannten Oratorien, die er für verschiedene Kirchen komponierte. Im Besitz der Familie war eine reich bestückte Instrumentensammlung, darunter zahlreiche Geigen aus der Amati-Familie und von Jakob Stainer.

## Werke (Auswahl)
Kammermusik
- Op. 1: 10 Sonate a tre, due Violini, e Violone, o Arcileuto col Basso per l’Organo, Florenz, Navesi, 1692
- Op. 2: 10 Sonate da Camera a Violino solo [e Basso], Modena, Rosati, 1694 (Nachdruck: Sonate da Chiesa à Violino, e Violoncello, ò Basso, Amsterdam, Roger)
- Op. 3: 10 Sonate da Camera a due, Violino, e Violone, ò Arcileuto, col Basso per il Cimbalo, Modena, Rosati, 1696

Oratorien
- Il figliuol prodigo, 1693
- La caduta de’ Filistei nella morte di Sansone (G.P. Berzini), 1695
- I trionfi di Giosuè (Berzini), 1703;
- Assalon punito (D. Canavese), 1708